# Recueil (quartier)
Pour les articles homonymes, voir Recueil (revue) et Recueil.
Le Recueil est un quartier de la ville de Villeneuve-d'Ascq dans le département du Nord.

## Dénomination
Le nom du quartier proviendrait d'un dérivé de celui du Seigneur Ribaut Escœul qui y possédait son fief,.

## Géographie

### Délimitations
Le quartier est délimité au sud par l'avenue de Roubaix et l'Antenne Sud de Roubaix ; à l'ouest par l'avenue de Flandres, la rue du Maréchal de Lattre de Tassigny, la rue du Recueil, la rue de la Fontaine et la rue du Rondeloir ; au nord et à l'est par la Marque.
La partie est du Recueil, délimitée par la Marque à l'est et au nord et par l'avenue de Roubaix au sud et à l'ouest, est dénommée Hempempont.

## Histoire
Autrefois, le territoire du quartier était séparé entre la commune de Flers à l'ouest et Annappes à l'est.
Vers le XIVe siècle, La Croix d'Annappes, un hommage de la seigneurie de Roques est situé dans le quartier : de 10 livres de relief, il était constitué « en un manoir avec 10 bonniers 4 cents de terre de la Marque au pont de Hempempont, la fausse Marque qui coule des Ventelles, au pont de Ribaut-Escœul et le chemin de Lille à Lannoy ».
Autrefois, jusque 1785, était situé dans le quartier le fief du Seigneur Ribaut Escoeul.
La route de Lannoy qui traverse l'est du quartier était autrefois l'un des axes majeurs qui reliait Lille à la Belgique.
En 1737, le curé d'Annappes soutient un long procès pour obtenir la prise en charge d'un vicaire par le chapitre Saint Pierre. Grâce à lui, on sait que le canton de Marchenelles, Hempempont et le Recueil était appelé « la petite Hollande » car les habitants fréquentaient très rarement les églises.
En 1844, Jean-Baptiste Smet, ancien maire de Lille, y construit sa maison de campagne, le Château du Recueil.
Le 1er octobre 1986, inauguration de la clinique d’accouchement et de gynécologie Cotteel.
En 2007, 400 nouveaux logements ont développé le quartier.
Le 1er juin 2008 les activités des maternités Cotteel à Villeneuve d'Ascq (Sart) et de la Clinique du Parc à Croix sont réunies sur un site unique au Recueil avenue de la Reconnaissance, appelé « Hôpital Privé de Villeneuve d'Ascq ». Il a ouvert ses portes en juin 2012 et a été inauguré le 27 septembre 2012. L’hôpital privé de Villeneuve d’Ascq dispose d’une capacité d’accueil de 225 lits et places pour une surface de 21 416 m².

## Économie
On trouve au Recueil la centrale d'achat nationale d'Auchan Retail au 200 rue de la recherche.

## Universités
L'Université de Lille I a installé au Recueil le département Chimie - Génie Mécanique et Productique du Centre de Recherche et d'Enseignement Supérieur Technologique (CREST) - IUT A Le Recueil

## Patrimoine et sites remarquables
On trouve dans le quartier un hôtel particulier remarquable, le château du Recueil. Construit en 1844 comme maison de campagne pour Jean-Baptiste Smet, ancien maire de Lille puis conseiller municipal de Flers-lez-Lille. Il est situé au coin de la rue d'Hem et de la rue de Lannoy.

## Urbanisme
Même s'il s'est fortement densifié en 2007, le quartier reste l'un des moins urbanisés de la ville.

## Transport
- Le quartier est desservi par Ilévia par les lignes de bus suivantes : 32, 37, L4.
- Le quartier est également desservi par la ligne de bus scolaire 969